# Петрівська сільська рада (Сватівський район)
| Петрівська сільська рада — колишній орган місцевого самоврядування у Сватівському районі Луганської області з адміністративним центром у с. Коржове. Історична дата утворення: в 1927 році. Сільській раді підпорядковані населені пункти: - с. Коржове - с-ще Західний - с-ще Лагідне - с. Промінь |

## Склад ради
Рада складається з 16 депутатів та голови.

### Керівний склад ради
| ПІБ                          | Основні відомості                                                                     | Дата обрання | Дата звільнення |
| ---------------------------- | ------------------------------------------------------------------------------------- | ------------ | --------------- |
| Чередниченко Микола Петрович | Сільський голова, 1956 року народження, освіта, член Народно-демократичної партії     | 26.03.2006   | 31.10.2010      |
| Чередниченко Микола Петрович | Сільський голова, 1956 року народження, освіта середня загальна, член Партії регіонів | 31.10.2010   |                 |

Примітка: таблиця складена за даними джерела